# Amblyolpium ruficeps
Espèce
Amblyolpium ruficeps est une espèce de pseudoscorpions de la famille des Garypinidae.

## Distribution
Cette espèce est endémique de Nouvelle-Calédonie. Elle se rencontre vers Poya.

## Description
Le mâle holotype mesure 1,9 mm.

## Publication originale
- Beier, 1966 : Ergebnisse der osterreichischen Neukaledonien-Expedition 1965. Pseudoscorpionidea. Annalen des Naturhistorischen Museums in Wien, vol. 69, p. 363-371 (texte intégral).